# Internationaux de Strasbourg 2025
L'Internationaux de Strasbourg 2024 è stato un torneo femminile di tennis giocato sulla terra rossa. È stata la 39ª edizione del torneo che fa parte della categoria WTA 500 nell'ambito del WTA Tour 2025. Si è giocato al Tennis Club de Strasbourg di Strasburgo in Francia dal 18 al 24 maggio 2025.

## Partecipanti
| Nazionalità | Giocatrice          | Ranking* | Testa di serie |
| ----------- | ------------------- | -------- | -------------- |
| Stati Uniti | Jessica Pegula      | 4        | 1              |
| Stati Uniti | Emma Navarro        | 9        | 2              |
| Spagna      | Paula Badosa        | 10       | 3              |
| Kazakistan  | Elena Rybakina      | 12       | 4              |
| Ucraina     | Elina Svitolina     | 14       | 5              |
| Australia   | Daria Kasatkina     | 15       | 6              |
| Rep. Ceca   | Barbora Krejčíková  | 16       | 7              |
|             | Ljudmila Samsonova  | 21       | 8              |
| Brasile     | Beatriz Haddad Maia | 22       | 9              |

* Ranking al 5 maggio 2025.

### Altre partecipanti
Le seguenti giocatrici hanno ricevuto una wild card per il tabellone principale:
- Alizé Cornet
- Diane Parry
- Jessica Pegula
- Emma Raducanu

Le seguenti giocatrici sono passate dalle qualificazioni:

- Anna Blinkova
- Caroline Dolehide
- McCartney Kessler
- Eva Lys

La seguente giocatrice è entrata in tabellone come lucky loser:
- Marie Bouzková

### Ritiri
Prima del torneo
- Ekaterina Aleksandrova → sostituita da  Wang Xinyu
- Olga Danilović → sostituita da  Rebecca Šramková
- Elina Svitolina → sostituita da  Marie Bouzková

## Partecipanti doppio
| Nazionalità | Giocatrice         | Nazionalità   | Giocatrice     | Ranking* | Testa di serie |
| ----------- | ------------------ | ------------- | -------------- | -------- | -------------- |
| Canada      | Gabriela Dabrowski | Nuova Zelanda | Erin Routliffe | 8        | 1              |
| Stati Uniti | Desirae Krawczyk   | Australia     | Ellen Perez    | 33       | 2              |
| Ucraina     | Ljudmyla Kičenok   | Ucraina       | Nadiia Kičenok | 58       | 3              |
| Cina        | Jiang Xinyu        | Taipei cinese | Wu Fang-hsien  | 59       | 4              |

* Ranking al 5 maggio 2025.

### Altre partecipanti
La seguente coppia di giocatrici ha ricevuto una wild card per il tabellone principale:
- Myrtille Georges /  Tatjana Maria

## Campionesse

### Singolare
Elena Rybakina ha sconfitto in finale  Ljudmila Samsonova con il punteggio di 6-1, 6(2)-7, 6-1.

### Doppio
Tímea Babos /  Luisa Stefani hanno sconfitto in finale  Guo Hanyu /  Nicole Melichar-Martinez con il punteggio di 6-3, 6(4)-7, [10-7].